# IC 4191
IC 4191 — галактика типу PN (планетарна туманність) у сузір'ї Муха.
Цей об'єкт міститься в оригінальній редакції індексного каталогу.